# Gordon Hindson
Gordon Hindson (Stanley, 8 gennaio 1950) è un ex calciatore inglese, di ruolo centrocampista e attaccante.

## Caratteristiche tecniche
Poteva giocare come centrocampista o come ala; era dotato di velocità, controllo di palla e tiro potente, mancava dell'abilità di prendere la palla al balzo.

## Carriera
Si forma calcisticamente nel Newcastle Utd ove non trova molto spazio, giocando sette incontri, segnando una rete, in tre stagioni della massima serie inglese, oltre un'unica presenza nella Coppa delle Fiere 1970-1971. Con i Magpies esordì il 15 febbraio 1969 contro il Southampton.
Nel 1971 venne ingaggiato dal Luton Town per £27.500. Con il Luton pur non essendo un titolare fisso trova molto impiego, ottenendo la promozione in massima serie grazie al secondo posto ottenuto nella Second Division 1973-1974. Con gli Hatters retrocesse in cadetteria l'anno seguente, ad un solo punto dal Tottenham salvo.
L'anno seguente la passò in prestito, sempre nella serie cadetta inglese, tra Carlisle Utd e Blackburn.
Nell'estate 1976 passò agli statunitensi dell'Hartford Bicentennials, franchigia della NASL. Con i Bicentennials non riuscì a superare la fase a gironi del torneo 1976. 
Un infortunio alla caviglia lo costrinse a lasciare il calcio professionistico.